# Pinanga cattienensis
Pinanga cattienensis är en enhjärtbladig växtart som beskrevs av Andr.Hend., N.K.Ban och N.Q.Dung. Pinanga cattienensis ingår i släktet Pinanga och familjen Arecaceae. Inga underarter finns listade i Catalogue of Life.